# Municipio de San Jerónimo Taviche
El municipio de San Jerónimo Taviche (del zapoteco: tani, viche ‘cerro, tuna’‘Cerro de las tunas’) es uno de los 570 municipios que conforman al estado mexicano de Oaxaca. Pertenece al distrito de Ocotlán, dentro de la región valles centrales. Su cabecera es la localidad homónima.

## Geografía
El municipio abarca 72.75 km² y se encuentra a una altitud promedio de 1900 m s. n. m., oscilando entre 2500 y 1300 m s. n. m.

## Demografía
De acuerdo al último censo, realizado por el INEGI en 2010, en el municipio habitan 1848 personas, repartidas entre 8 localidades.